# Anna Waser
Anna Waser   (Zúric, 16 d'octubre de 1678 - Zúric, 20 de setembre de 1714) fou una dibuixant, pintora i gravadora suïssa del barroc. És coneguda per haver estat la primera dona pintora de la història de l'art suís.

## Biografia
Segons el RKD, Anna Waser fou el cinquè fill d'una rica família establerta en aquesta ciutat, Esther Müller i el batlle Johann Rudolf Waser, que l'encoratjaran ben d'hora a desenvolupar el seu talent de dibuixant. Vers l'edat de dotze anys, son pare la va col·locar amb un tal Johannes Sulzer (1652-1717), a Winterthur,per tal que pogués perfeccionar el seu dibuix i la seva pintura, i després, amb 14 anys, va ser enviada a Berna, amb el mestre Joseph Werner, un dels principals representants de la pintura suïssa. D'aquest període data el seu Autorretrat sobre el qual podem veure Sulzer. Durant quatre anys, va ser una de les úniques noies entre els nombrosos nois aprenents amb els quals es va envoltar Werner. Anna després va tornar amb seus pares i després va rebre diversos encàrrecs per pintar retrats de famílies burgeses a Zuric i es va guanyar una reputació més enllà del país, fins al punt que el 1699, el mecenes i col·leccionista alemany, el comte Wilhelm Moritz (Solms-Braunfels) (1651-1720), la convoca al seu castell de Braunfels (Hessen) i la nomena pintor oficial a la cort.

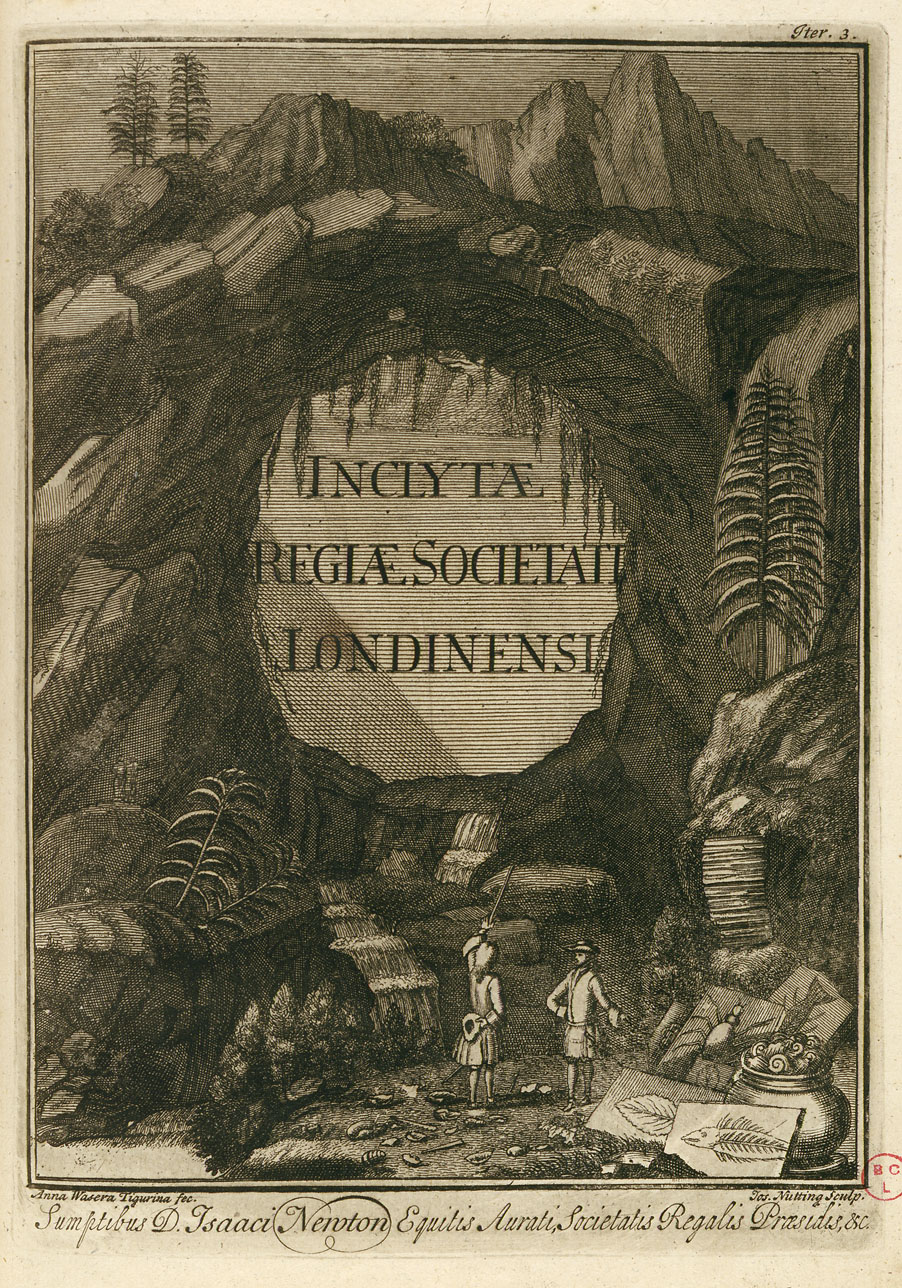
Frontispici de Inclytae Regiae Societati Londinensi (Londres, 1723), col·lecció en honor de la Royal Society i Isaac Newton: el motiu, dibuixat per Anna Waser, està gravat per Joseph Nutting.

El seu destí artístic es va veure aviat frustrat: el 1702, quan estava de viatge a París, va haver de tornar a Zuric per ajudar la seva mare que va caure malalta; el seu germà Rudolf anà a Holanda com a capellà dels militars, en plena Guerra de Successió Espanyola. Ultra les comandes de miniatures per a personalitats, va executar després algunes escenes pastorals en petits formats, que també es van fer notar en el seu temps; el Bénézit especifica que va pintar retrats en miniatura de personalitats holandeses i angleses. El 1708, juntament amb les seves germanes Anna Maria i Elisabeth Waser, va publicar algunes plantilles cal·ligràfiques. Finalment, va enviar la seva autobiografia, un autoretrat, executat en tècnica de punta de plata, i altres obres d'art a Jacob von Sandrart per a una actualització planificada del diccionari de l'artista Teutsche Academie, fundat pel seu oncle Joachim von Sandrart. Tanmateix, aquesta actualització no es va produir perquè Jacob von Sandrart va morir el mateix any. El seu autoretrat de perfil, regravat, serà reprès per Jean-Baptiste Descamps i apareixerà a La Vie des Peintres Flamands, Allemands i Hollandois el 1764, però la ressenya conté alguns errors.
Una de les seves últimes obres, un dibuix de punta de plata, datat el 1711, és l'única obra posterior de l'artista que es pot rastrejar fins avui. El silenci artístic dels darrers anys de la seva vida i la inexplicable causa de la seva mort (a conseqüència d'una caiguda) precoç encara proporcionen material per a la formació del mite fins avui.

## Posteritat
Les seves obres, tan lloades pels crítics contemporanis, gairebé s'han perdut, tret d'uns quants dibuixos i miniatures. L'autobiografia esmentada també ha desaparegut. La seva descendent Maria Waser (1878–1939) va escriure la novel·la "Die Geschichte der Anna Waser" el 1913. L'autoretrat de 1691 va ser probablement el resultat de l'estímul del professor d'Anna Waser, Johannes Sulzer, a qui va retratar en l'autoretrat del cavallet.
El 1998, la Gesellschaft zu Fraumünster ("Gremi de dones pintores") li reté homenatge en incloure-la entre els seus membres històrics.